# Foreclosure of a Dream
«Foreclosure of a Dream» — пісня американського хеві-метал-гурту Megadeth з альбому Countdown to Extinction, випущеного в 1992 році. Пісня вийшла у вигляді синглу та досягла 30-го рядка в чарті Mainstream Rock Tracks.
«„Foreclosure of a Dream“ про те, що трапилося з моєю родиною в Хартленді [Міннесота]. Заборона на мрію може трапитися з фінансових або духовних причин. Хоча рідко, коли з фінансових. Але коли це трапляється, це має багато спільного з політикою та іншим лайном такого типу. У цьому випадку пісня говорить про втрату ферми, але більшість народу може віднести це до рецесії» (Девід Еллефсон, 1992).

## Список композицій
1. Foreclosure of a Dream — 4:20
2. Skin o' My Teeth (концерт) — 4:02
3. Foreclosure of a Dream (альтернативна версія) — 4:00

Європейська версія також містила пісню «Symphony of Destruction (Gristle Mix)».

## Персоналії
- Дейв Мастейн — гітара, вокал
- Марті Фрідман — гітара
- Девід Еллефсон — бас-гітара
- Нік Менца — барабани